# Šibeniško-kninska županija
Šibeniško-kninska županija (hrvaško Šibensko-kninska županija) je ena izmed 21 županij Hrvaške. Glavno mesto županije je Šibenik.

## Upravna delitev
- Mesto Šibenik
- Mesto Drniš
- Mesto Knin
- Mesto Skradin
- Mesto Vodice
- Občina Biskupija
- Občina Civljane
- Občina Ervenik
- Občina Kijevo
- Občina Kistanje
- Občina Murter-Kornati
- Občina Pirovac
- Občina Primošten
- Občina Promina
- Občina Rogoznica
- Občina Ružić
- Občina Tisno
- Občina Unešić